# Madou Kone
Mamadou „Madou“ Kone (* 1949 in Kourouma, Burkina Faso) ist ein burkinischer Musiker (Balafon, Djembé (und viele andere Trommeln), Kamelen'goni, Gesang, Komposition), der seit 1993 in Wien lebt.

## Biografie
Madou Kone wurde als Mamadou Koné 1949 im Dorf Kourouma in der Nähe von Bobo-Dioulasso geboren. Sein Vater Sidiki Kone gehörte dem Volk der Guen an, seine Mutter Makura war eine Dioula aus Côte d’Ivoire. Seine Kindheit und Jugend verbrachte Madou Kone in Abidjan/Côte d’Ivoire. Im Alter von 15 Jahren kehrte er in das Heimatland seines Vaters zurück und zog nach Bobo-Dioulasso, wo er sich der Musik zuwandte, insbesondere dem Spiel des Balafons. Nach einigen Lehrjahren spielte er im Ballet National Kouledafrou und wurde außerdem in das Ensemble Instrumental de Bobo-Dioulasso berufen, ein offizielles nationales Orchester. Er war jahrelang musikalischer Leiter des Ensembles und unternahm zahlreiche Tourneen in die Nachbarstaaten und nach Europa. Nach der Auflösung dieser großen Gruppe gründete er seine erste eigene Formation Wountey, in der er traditionelle Musikformen mit Elementen aus Reggae und Pop mischte und mit der er auch in Europa auftrat, vor allem in der Schweiz und in Frankreich.
Ab 1989 spielte er mit der westafrikanisch-österreichischen Gruppe Sanza, mit der er als Balafon-Solist und Sänger auf einigen Tonträgern zu hören ist. Auf ausgedehnten Tourneen durch Österreich und in die angrenzenden Länder wurde er zum Botschafter der Musik seiner Heimat. Er wurde Mitbegründer des Weltmusik-Improvisationsensembles Phoenix Percussion Project, es entstanden weitere CDs. Mit seinem langjährigen Schüler und musikalischen Weggefährten aus den beiden Gruppen, Benno Sterzer, tritt Madou Kone bis heute im Duo auf, es entstand die weltweit erste CD, die Balafonmusik im Duo präsentierte, ohne die normalerweise begleitenden Trommeln. Außerdem unterstützte er mit seinen perkussiven und vokalen Fertigkeiten die Band Sigi Finkel & African Heart.
2008 erkrankte Madou Kone schwer und seine Karriere nahm ein jähes Ende. 2015 wagte er mit Teriya einen Neubeginn, spielte auf zahlreichen Festen und gab kleinere Konzerte. 2021 war er Spezialgast in einer multikulturellen Show in Amstetten/NÖ unter dem Titel „Zwischenwelten“. 2023 war er in einer neuen Besetzung mit Teriya (mit Drums und E-Bass) in Scheibbs/NÖ zu hören.

## Bands
- Kouledafrou (um 1968–ca. 1980)
- Ensemble Instrumental de Bobo-Dioulasso (um 1968–ca. 1980)
- Wountey (1988–1993)
- Sanza (1990–2008)
- Duo Balafon (seit 1993)
- Phoenix Percussion Project (1993–2004)
- Sigi Finkel & African Heart (2002–2006)
- Teriya (seit 2015)

## Diskografie
- Legema – eine Hochzeitsnacht im Sahel (mit Musikern aus Burkina Faso und Österreich), Extraplatte 1991
- Sanza: Sanza live, Extraplatte 1991
- Sanza: In Search of the 1, Extraplatte 1993
- Madou Koné & Benno Sterzer: Balafon – Songs from Africa, Extraplatte 1997
- Phoenix Percussion Project: Hear and Now, Ethic 1997
- Phoenix Percussion Project: Flowers to the Moon, Ethic 1999
- Sanza: Doubtless Living, Extraplatte 2000
- Sigi Finkel & African Heart: Spirits Of Rhythm, Blue Flame 2002
- Sigi Finkel & African Heart: Sarango, Blue Flame 2005